# Powderham Castle Bridge

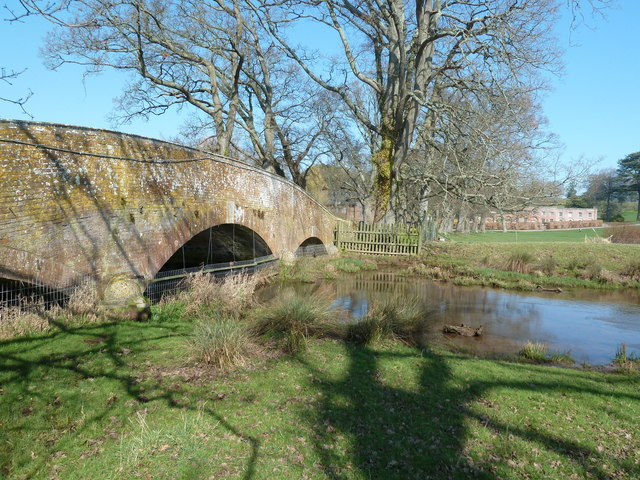
Die Brücke im März 2011

Die Powderham Castle Bridge ist eine Brücke über den Fluss Kenn in der britischen Grafschaft Devon, über sie führt die Straße vom Ort Kenton zum Schloss Powderham Castle. Die Brücke ist dreibogig, ihr Mauerwerk ist im Flämischen Verband ausgeführt. Seit 1988 steht sie als Listed Building der Stufe II* unter Denkmalschutz.